# Campicoloides
Campicoloides is een geslacht van zangvogels uit de familie vliegenvangers (Muscicapidae).

## Soorten
Het geslacht kent de volgende soort:
- Campicoloides bifasciatus – Streeptapuit